# Anthology (album de Quicksilver Messenger Service)
Pour les articles homonymes, voir Anthology.
Albums de Quicksilver Messenger Service
Comin' Thru
(1972) Solid Silver
(1975)
Anthology est une compilation du groupe américain Quicksilver Messenger Service. Elle regroupe des titres de la période 1967 – 1971 et est parue en mars 1973 sur le label EMI/Capitol Records.
Il se classa à la 108e place du Billboard 200 aux États-Unis.

## Titres

### Première face
1. Pride Of Man (Hamilton Camp) - 4:05 
 (1967 : de l’album Quicksilver Messenger Service)
2. Dino's Song (Dino Valenti) - 3:03 
 (1968 : de l'album Quicksilver Messenger Service)
3. The Fool (Gary Duncan / David Freiberg) - 12:03
 (1967 : de l'album Quicksilver Messenger Service)

### Face 2
1. Bears (Roger Perkins) - 2:06 
 (1968 : inédit)
2. Mona (McDaniel) - 6:53 
 (1968 : de l'album Happy Trails)
3. Edward The Mad Shirt Grinder (Nicky Hopkins) - 9:20 
 (1969 : de l'album Shady Grove)

### Face 3
1. Three Or Four Feet From Home (John Cipollina) - 3:04
 (1969 : de l'album Shady Grove)
2. Fresh Air (Jesse Oris Farrow) - 5:18 
 (1970 : de l'album Just for Love)
3. Just For Love (Dino Valenti) - 4:30 
 (1970 : de l'album Just for Love)
4. Spindrifter (Nicky Hopkins) - 4:32 
 (1970 : de l'album What About Me)
5. Local Color (John Cipollina) - 2:58
 (1970 : de l'album What About Me)

### Face 4
1. What About Me (Jesse Oris Farrow) - 6:41 
 (1970 : de l’album What About Me)
2. Don't Cry My Lady Love (Dino Valenti) - 5:10
 (1971 : de l’lbum Quicksilver)
3. Hope (Dino Valenti) - 3:00
 (1971 : de l’album Quicksilver)
4. Fire Brothers (Gary Duncan) - 3:09 
 (1971 : de l’album Quicksilver)
5. I Found Love (Gary Duncan) - 3:53
 (1971 : de l’album Quicksilver)

## Musiciens
- David Freiberg : chant, basse, claviers, alto, chœurs.
- John Cipollina : guitares, guitare solo, orgue, basse six cordes, chant, chœurs.
- Gary Duncan : guitares, orgue, chant, chœurs.
- Greg Elmore : batterie, percussion.
- Nicky Hopkins : piano, orgue.
- Dino Valenti : chant, guitares, chœurs.
- Mark Naftalin : piano.
- Mark Ryan : basse.

## Musiciens additionnels sur "What About Me"
- Jose Rico Reyes : congas.
- Martine Fierro : saxophone alto & ténor, flute.
- Ron Taormina : saxophone bariton & soprano.
- Franck Morin : saxophone ténor.
- Pat O'Hara : trombone.
- Ken Balzell : trompette.